# 林真 (易學家)
林真博士（英語：Dr. Lee Kwok Chu，1931年9月1日—2014年1月12日），本名李國柱，寫過多篇文學和武俠作品，並以筆名谷旭、李昕、呂詩、呂斯等在雜誌和報紙發表。曾在電台和電視台主持玄學節目。70、80年代聞名術數界和文學界，教導出不少玄學家。

## 簡歷
林真出生於30年代的一個富裕家庭，最喜愛讀書。但他14歲時喪父後，被迫輟學，生活變得艱辛。為了生活，他去了香港定居並從事過不同工作：茶樓小工、擦鞋童、小販、木廠工人、送貨、電影院帶位等。
林真後來去了電影公司當宣傳主任，也在多份報章雜誌發表過小說、散文、文學評論、歷史隨筆等。當中的一部長篇武俠小說《霍元甲傳》更被香港的電視台改編拍成劇集。林真又開辦了書畫屋和南國圖書公司，專門出版圖書畫冊、文學書籍和明星刊物等。
1969-1972年，林真被公司開除，他的圖書公司又遭追債。而他第五個女兒又因車禍去世。 他當時開始替人看相，並成為掌相家。

## 稅務爭議
列治文圖書館就2012年，林真所捐贈的46,730本書籍提供52萬加元的退稅收據，並僱用了書本鑑定家Bjarne Tokerud來確認書本價值。溫哥華太陽報專欄作家David Baines質疑Tokerud的專業，也懷疑林真所捐贈的書本的價格。但圖書館方面堅持Tokerud在鑑定過程中沒有和林真有任何交流，而指出書本確實非常罕有。列治文圖書館承諾往後在發出退稅收據的程序會更謹慎

## 風水命理
林真師承魏乾初和丸山久彌。1952年，他開始在香港與澳門的電台主持命理節目。70年代主持商業電台的《心理，相理》。